# Royal Marines Tamar
La Royal Marines Tamar (ou RM Tamar) est une installation militaire des Royal Marines spécialisée dans la formation et les opérations des Landing Craft située sur la rive nord du Weston Mill Lake  à l'extrémité nord du HMNB Devonport à Plymouth dans le Devon.

## Historique
le Weston Mill Lake (à un moment donné le chantier de charbonnage de Devonport) a été converti dans les années 1980 pour fournir de ponton pour les  frégates de la flotte de Type 22.
Après le démantèlement de la flotte de Type 22 et la désignation du lieu comme base pour ses navires de guerre amphibie, la Royal Navy a décidé d'y créer un centre d'excellence pour les péniches de débarquement, les aéroglisseurs et les bateaux rapides : le centre, qui gère à la fois formation et opérations, a été ouvert par le prince Harry le 2 août 2013.

## Unités présentes
- Le 47 Commando (Raiding Group) Royal Marines (en) et son unité d'entraînement, le 10 (Landing Craft) Training Squadron, sont passés du RM Poole au RM Tamar [3],[4]
- Le 539 Assault Squadron RM (en), qui entreprend des opérations pour le 1 Assault Group (1 AGRM), est passé de RM Turnchapel (en) à RM Tamar[5].